# WizeO
WizeO était un opérateur d'accès internet au haut débit sans fil pour la couverture des zones blanches ADSL, présent dans les départements du Doubs, de l'Aisne, du Cher, des Hautes-Alpes, de l'Aude, du Var, des Ardennes, des Vosges, du Pas-de-Calais, de Seine-et-Marne et d'Eure-et-Loir.
WizeO a fait l'objet le 4 mai 2010 d'une prise de participation majoritaire par la société Sd Num (PDG  Luc Rouach).
La société a été mise en redressement judiciaire le 6 juin 2013.
Elle a bénéficié d'un plan de continuation le 17 décembre 2014.
Elle a été placée en liquidation judiciaire le 6 février 2018.
Début 2019, elle est en cours de liquidation.